# أندريا دانزي
أندريا دانزي (بالإيطالية: Andrea Danzi)‏ (25 فبراير 1999 في إيطاليا - ) هو لاعب كرة قدم إيطالي في مركز الوسط. لعب مع هيلاس فيرونا.

## روابط خارجية
- أندريا دانزي على موقع قاعدة بيانات كرة القدم.إي يو (الإنجليزية)
- أندريا دانزي على موقع Soccerway.com (الإنجليزية)